# Crise política em Israel em 2019–2021
A crise política em Israel é uma situação de crise e impasse político que prevaleceu em Israel entre abril de 2019 e abril de 2020, em que três rodadas de eleições para o Knesset foram realizadas em menos de um ano sem um vencedor ou aliança clara, ao mesmo tempo em que vários escândalos de corrupção envolvendo o primeiro-ministro israelense Benjamin Netanyahu exacerbavam e a procuradoria-geral o denunciava criminalmente por suborno, fraude e abuso de poder em três inquéritos diferentes - sendo a primeira vez na história do país que um primeiro-ministro foi denunciado criminalmente durante o exercício do cargo.
Nas eleições israelenses de abril de 2019, os dois principais partidos, Azul e Branco e o Likud, receberam um número igual de 35 assentos. O Likud recebeu um mandato do presidente para tentar formar um governo, mas Benjamin Netanyahu, do partido Likud, não conseguiu formar uma coalizão maioritária de 61 assentos. O Knesset foi dissolvido logo depois. 
Uma segunda rodada de eleições foi realizada em setembro de 2019. Nesta rodada, o Partido Azul e Branco superou o Likud por um único assento. No entanto, o Likud recebeu o mandato do presidente depois de obter o apoio de um membro do Knesset a mais do que o Partido Azul e Branco. Netanyahu novamente não conseguiu formar um governo,  porém desta vez não conseguiria dissolver o Knesset. Portanto, o mandato passou para Benny Gantz, que também não conseguiu obter uma maioria.  O presidente passou o mandato aos membros do Knesset por 21 dias. Depois de nenhum outro candidato se ter apresentado, o Knesset foi dissolvido.
Em março de 2020, foi realizada uma terceira rodada de eleições. Dessa vez, o Likud conquistou mais cadeiras do que o Azul e Branco, mas Ganz obteve mais recomendações de possíveis aliados no Knesset e recebeu o mandato do presidente. Gantz, no entanto, foi incapaz de unir aliados suficientes em uma coalizão. O seu bloco ainda concordou em substituir  o Presidente do Knesset. Depois disso, o ex-presidente do Knesset, Yuli Edelstein, recusou-se a convocar o plenário para votar a sua substituição. A sua recusa criou uma crise constitucional. O Movimento pela Qualidade do Governo em Israel recorreu a Suprema Corte, que ordenou que Edelstein convocasse o Knesset. Depois disso, Edelstein renunciou. Enquanto isso, a pandemia de coronavírus em Israel piorou, o que precipitou as negociações para um governo nacional de emergência. Em 26 de março, Gantz foi empossado como o novo Presidente do Knesset, com o apoio do partido Likud, causando uma divisão no Partido Azul e Branco. Finalmente, em 20 de abril de 2020, o Likud e o Azul e Branco concordaram com um governo de unidade equitativo, que inclui um "acordo de rotação" entre Gantz e Netanyahu na cadeira de primeiro-ministro. 